# Preklada
Preklada je podolgovat, navadno nosilni gradbeni element nad kako odprtino, na koncih položena na zid, steber ali drugo oporo. Je vrsta nosilca (horizontalni konstrukcijski element), ki prekriva odprtine, kot so portali, vrata, okna in kamini. Lahko je dekorativni arhitekturni element ali kombiniran ornamentiran/konstrukcijski element. V romanski in gotski sakralni arhitekturi, v kateri je bila preklada vključena v zasnovo timpanona, pogosto govorimo o prekladi.
Lok deluje kot ukrivljena preklada.

## Zgodovina
Prve preklade so bili verjetno leseni tramovi; te so pozneje (npr. v Stonehengeu) zamenjali veliki kamni. V lesenih stavbah so stenske odprtine omejene s prekladami. V jeklenih konstrukcijah preklado imenujemo tudi nosilec. Obočna preklada se imenuje prekladni lok ali ločna preklada. V zgodovinskih masivnih kamnitih stavbah so včasih čez preklade vgrajevali razbremenilne loke iz opeke, ki so preprečevali, da bi kamnita preklada prejela prevelik pritisk in se zlomila zaradi obremenitev in posedanja objekta.
Levja vrata iz Miken so zgodovinski primer, kako se s pomočjo trikotnega reliefnega kamna nad preklado izogniti nevarnosti zloma kamnitih preklad.

## Zgodovinske metode gradnje
V zgodovinski arhitekturi so kot preklade uporabljali monolitne naravne kamne.
Lesene preklade so bile uporabljene tudi v kamnitih zidovih (npr. v majevski arhitekturi).
Za številnimi vodoravnimi okvirji vrat in oken od rimskih časov do 19. stoletja, ki so videti kot preklada, se skriva zelo navpičen lok z vodoravnim spodnjim robom. V ta namen so uporabljali posebej trde materiale, kot je hidravlična klinker opeka, pri zidanju, ki je bilo sicer z navadno opeko.
Posebna oblika vratne ali okenske preklade je konzolna preklada, pri kateri je vodoravni zgornji rob odprtine skrajšan s stranskimi stenami, ki rahlo izstopajo v zgornjih kotih. Uporabljali so ga predvsem v obdobju pozne gotike.

### Sodobna tehnologija
Uporaba sodobnih načinov gradnje velikih stavb se je začela v klasicizmu.
V sodobni gradnji poznamo tri različne montažne variante preklad: opečna preklada, betonska preklada in jeklena preklada. Pri delu z apneno-peščenimi ali cementnimi bloki se običajno uporabljajo betonske ali jeklene preklade, pri delu z opeko ali lahkimi opekami pa se včasih uporabljajo glinene preklade.
- Montažne betonske preklade so različnih širin in dolžin. Izdelujejo pa jih tudi na kraju samem kot armiranobetonske nosilce.
- Opečne preklade so na voljo montažne v različnih širinah zidu in različnih dolžinah.
- Jeklene preklade so izvedene z nosilci.

Takoj, ko zid preseže določeno širino, pogosto postavimo eno poleg druge dve ali več preklad.

## Strukturna uporaba
V svetovni arhitekturi različnih obdobij in mnogih kultur je bila preklada element konstrukcije stebrov in preklad. Za preklade je bilo uporabljenih veliko različnih gradbenih materialov.
V klasični zahodni arhitekturi in gradbenih metodah je po Merriam-Websterjevi definiciji preklada nosilni element in je nameščena nad vhodom. Preklado lahko imenujemo arhitrav, vendar ima ta izraz alternativne pomene, ki vključujejo več strukture poleg preklade. Preklada je konstrukcijski element, ki je običajno naslonjen na kamnite stebre ali zložene kamnite stebre, nad portalom ali vhodom.
Preklada lahko podpira dimnik nad kaminom ali se razteza vzdolž poti ali ceste in tvori kamnit prekladni oziroma gredni most.

## Okrasna uporaba
Uporaba oblike preklade kot dekorativnega gradbenega elementa nad portali, brez strukturne funkcije, se je skozi stoletja uporabljala v arhitekturnih tradicijah in slogih večine kultur.
Primeri okrasne uporabe preklad so hipostilne dvorane in stele iz plošč v Starem Egiptu ter indijska v skalo vklesana arhitektura budističnih jamskih templjev. Predhodni prazgodovinski in kasnejši indijski budistični templji so bili lesene zgradbe s konstrukcijskimi nosilnimi lesenimi prekladami čez odprtine. V skalo vklesani jamski templji so bili bolj trpežni, nenosilne izklesane kamnite preklade pa so omogočale kreativno okrasno uporabo klasičnih budističnih elementov. Visoko usposobljeni obrtniki so lahko simulirali videz lesa, posnemali nianse lesene strukture in lesne strukture pri izkopavanju jamskih templjev iz monolitne kamnine. Pri prostostoječih indijskih primerih gradnje je arhitekturna tradicija Hojsala med 11. in 14. stoletjem ustvarila veliko dovršeno izklesanih nekonstrukcijskih kamnitih preklad v regiji južne Dekanske planote v južni Indiji. Obdobje imperija Hojsala je bilo pomembno obdobje v razvoju umetnosti in arhitekture v južnoindijski kulturi Kanadiga. Danes si ga zapomnimo predvsem po mandapi, prekladah in drugih arhitekturnih elementih hindujskih templjev, kot je tempelj Čenakesava.
Civilizacija Majev v Mezoameriki je bila znana po svoji prefinjeni umetnosti in monumentalni arhitekturi. Majevsko mesto Yaxchila ob reki Usumacinta v današnji južni Mehiki se je specializiralo za klesanje okrasnih elementov preklad znotraj strukturnih kamnitih preklad. Najzgodnejše izrezljane preklade so bile ustvarjene leta 723 n. št. Na arheološkem najdišču Yaxchilan je oseminpetdeset preklad z okrasnimi deli, ki se raztezajo preko vrat večjih zgradb. Med najboljšimi majevskimi rezbarijami, ki so bile izkopane, so tri vratne preklade templja, ki prikazujejo pripovedne prizore kraljice, ki praznuje kraljevo maziljenje s strani boga.

## Vrste

### Dekoracija
- Atalburu – baskovska okrasna preklada
- Poročni kamen – okrasna (lahko konstrukcijska) preklada

### Struktura
- Arhitrav – konstrukcijska preklada ali tram, ki sloni na stebrih-slopih
- Dolmen – prazgodovinske megalitske grobnice s konstrukcijskimi kamnitimi prekladami
- Dougong – tradicionalni kitajski strukturni element
- I-nosilec – jeklene preklade in nosilci
- Steber in preklada

## Material
Preklade so lahko:
- lesene
- kamnite
- opečne
- betonske (armirano betonske ali iz prednapetega betona)
- jeklene
- kombinirane opečno-betonske (omogočajo optimalno prilagodljivost na različne okenske in vratne odprtine pri različni debelini sten)

## Galerija
- Strukturna preklada nad vhodom, Atrejeva zakladnica, Mikene, Grčija
- Prekladni kamen v Atrejevi zakladnici (pogled od zunaj)
- Prekladni kamen v Atrejevi zakladnici (notranji pogled)
- Strukturna preklada nad vhodom v glavno budistično svetišče, zgodovinski park Phimai, Tajska
- Napis Shebna na prekladi grobne jame blizu Jeruzalema, 8./7. stoletje pr. n. št.
- Strukturna preklada z lauburu in imeni ustanoviteljev, nad tradicionalnimi baskovskimi hišami v Spodnji Navari, Španija
- Nestrukturni majevski okrasni kamen za preklade iz mesta Yaxchilan v Chiapasu v južni Mehiki. (Pozno klasično obdobje, 600-900 n. št.)
- Nestrukturna okrasna preklada v budističnem Banteay Srei v Kambodži
- Nestrukturna preklada v budističnem jamskem templju v jamah Elora v Indiji
- Preklada vrat v Bolzanu iz leta 1632 z grbom Eliasa Taggerja, Južna Tirolska, Italija
- Ena od mnogih vratnih preklad iz 16. stoletja v starem mestnem jedru Edinburgha
- Simonsbath House, Simonsbath, župnija Exmoor, Devon. Lesena preklada nad kuhinjskim kaminom z vklesano letnico 1654
- Preklada nad vhodom v Jagdschloss Grunewald, Nemčija
- Preklada nad vrati iz Pariza